# Sounds by Socolow
Sounds By Socolow - Frank Socolow's Sextet est un album de jazz du saxophoniste Frank Socolow. 

## Enregistrement

### Musiciens
La session est enregistrée en novembre 1956 par un sextet qui est composé de :
- Eddie Bert (tb), Frank Socolow (ts, as), Eddie Costa (p), Sal Salvador (g), Bill Takus (b), Jimmy Campbell (d).

### Dates et lieux
- New York, novembre 1956

## Titres
| N°     | Titre                   | Compositeur                          | Durée |
| ------ | ----------------------- | ------------------------------------ | ----- |
| Face 1 |                         |                                      |       |
| 1.     | Miss Finegold           | Frank Socolow                        | 2:57  |
| 2.     | But Not for Me          | George Gershwin, Ira Gershwin        | 3:09  |
| 3.     | Swing Low Sweet Socolow | Sal Salvador                         | 2:54  |
| 4.     | How About You           | Arthur Freed, Burton Lane            | 3:55  |
| 5.     | My Heart Stood Still    | Richard Rodgers, Lorenz Hart         | 3:12  |
|        |                         |                                      |       |
| Face 2 |                         |                                      |       |
| 6.     | Little Joe              | Frank Socolow                        | 4:14  |
| 7.     | Farfel                  | Frank Socolow                        | 3:32  |
| 8.     | I'll Take Romance       | Cole Porter                          | 4:10  |
| 9.     | I Love You              | Cole Porter                          | 4:16  |
| 10.    | I Cried for You         | Gus Arnheim, Arthur Freed, Abe Lyman | 4:13  |

## Discographie
- 1957, Bethlehem Records - BCP-48 (LP)

## Source
- Joseph P. Muranyi, Liner notes de l'album Bethlehem Records, 1956.